# يانوس دوناي
يانوس دوناي (بالمجرية: Dunai János)‏ هو لاعب كرة قدم ومدرب كرة قدم مجري في مركز الهجوم، ولد في 26 يونيو 1937 في غارا ‏ في المجر. لعب مع نادي بيتش ‏.

## وصلات خارجية
- يانوس دوناي على موقع قاعدة بيانات كرة القدم.إي يو (الإنجليزية)
- يانوس دوناي على موقع ناشيونال فوتبول تيمز (الإنجليزية)
- يانوس دوناي على موقع عالم كرة القدم.نت (الإنجليزية)
- يانوس دوناي على موقع أوليمبيديا (الإنجليزية)